# Gerdū-ye Soflá
Gerdū-ye Soflá (persiska: گِردوسُفلَى, گردو سفلى) är en ort i Iran.   Den ligger i provinsen Chahar Mahal och Bakhtiari, i den centrala delen av landet, 400 km söder om huvudstaden Teheran. Gerdū-ye Soflá ligger 2 329 meter över havet och antalet invånare är 255.
Terrängen runt Gerdū-ye Soflá är huvudsakligen kuperad, men åt sydväst är den bergig. Runt Gerdū-ye Soflá är det ganska glesbefolkat, med 42 invånare per kvadratkilometer. Närmaste större samhälle är Chelgard, 17,0 km väster om Gerdū-ye Soflá. Trakten runt Gerdū-ye Soflá består i huvudsak av gräsmarker.